# Witamy
Witamy (oryg. Welcome, 2009) – francuski dramat filmowy w reżyserii Philippe Lioreta.
Światowa premiera filmu nastąpiła 7 lutego 2009 roku, podczas 59. Międzynarodowego Festiwalu Filmowego w Berlinie, gdzie film został zaprezentowany w sekcji "Panorama". Polska premiera filmu nastąpiła 15 października 2009 roku, podczas 26. Warszawskiego Międzynarodowego Festiwalu Filmowego, na którym to festiwalu film otrzymał nagrodę publiczności.
Film otrzymał nagrodę Lux Prize, przyznawaną przez Parlament Europejski.

## Opis fabuły
Siedemnastoletni Bilal, młody Kurd, postanawia przebyć nielegalnie całą Europę, aby dostać się do Anglii, gdzie przeprowadziła się jego dziewczyna Mîna, oraz by zostać piłkarzem w klubie Manchester United. Udaje się mu dostać do północnego wybrzeża Francji, skąd do Anglii ma do przebycia jedynie kanał kanał La Manche. Chłopak postanawia nauczyć się pływać, aby przebyć drogę wpław. Poznaje Simona, znudzonego ratownika, który nie potrafi zapomnieć o byłej żonie. Mężczyzna postanawia nauczyć Bilala pływać.

## Obsada
- Vincent Lindon jako Simon Calmat
- Firat Ayverdi jako Bilal "Bazda" Kayani
- Audrey Dana jako Marion, żona Simona
- Olivier Rabourdin jako Oficer policji
- Derya Ayverdi jako Mîna, dziewczyna Bilala
- Yannick Renier jako Kolega Simona
- Mouafaq Rushdie jako Ojciec Mîny
- Behi Djanati Atai jako Matka Mîny

i inni

## Nagrody i nominacje
59. Międzynarodowy Festiwal Filmowy w Berlinie
- nagroda: Nagroda Jury Ekumenicznego ("Panorama") − Philippe Lioret
- nagroda: Label Europa Cinemas − Philippe Lioret

26. Warszawski Międzynarodowy Festiwal Filmowy
- nagroda: Nagroda Publiczności − Philippe Lioret

55. ceremonia wręczenia nagród David di Donatello
- nominacja: najlepszy film europejski − Philippe Lioret

35. ceremonia wręczenia Cezarów
- nominacja: najlepszy film − Christophe Rossignon i Philippe Lioret
- nominacja: najlepsza reżyseria − Philippe Lioret
- nominacja: najlepszy scenariusz oryginalny − Philippe Lioret, Emmanuel Courcol i Olivier Adam
- nominacja: najlepszy aktor − Vincent Lindon
- nominacja: najlepsza aktorka w roli drugoplanowej − Audrey Dana
- nominacja: najlepszy debiutujący aktor − Firat Ayverdi
- nominacja: najlepsza muzyka − Nicola Piovani
- nominacja: najlepsze zdjęcia − Laurent Dailland
- nominacja: najlepszy montaż − Andrea Sedlácková
- nominacja: najlepszy dźwięk − Pierre Mertens, Laurent Quaglio i Eric Tisserand